# Tillandsia dudleyi
Tillandsia dudleyi är en gräsväxtart som beskrevs av Lyman Bradford Smith. Tillandsia dudleyi ingår i släktet Tillandsia och familjen Bromeliaceae. Inga underarter finns listade i Catalogue of Life.